# Hannes Miettinen
Hannes Miettinen (eigentlich Hannu Kleofas Miettinen; * 25. September 1893 in Helsinki; † 2. Januar 1968 ebd.) war ein finnischer Langstreckenläufer.
Bei den Olympischen Spielen 1920 in Antwerpen gehörte er im Crosslauf zur siegreichen finnischen Mannschaft und lieferte mit der Einzelplatzierung 23 ein Streichresultat ab.
1919 wurde er Finnischer Meister im Crosslauf.